# Berduny
Berduny (biał. Бярдуны; ros. Бердуны) – wieś na Białorusi, w obwodzie brzeskim, w rejonie pińskim, w sielsowiecie Ochowo, przy drodze magistralnej M10.
Znajdowała się tu kaplica katolicka parafii Pińsk, w 1880 już nieistniejąca.
W dwudziestoleciu międzywojennym leżały w Polsce, w województwie poleskim, w powiecie pińskim, do 18 kwietnia 1928 w gminie Stawek, następnie w gminie Żabczyce. Po II wojnie światowej w granicach Związku Sowieckiego. Od 1991 w niepodległej Białorusi.